# Nephele leighi
Nephele leighi là một loài bướm đêm thuộc họ Sphingidae. Nó được tìm thấy ở Seychelles.
Chiều dài cánh trước khoảng 41 mm. Màu nền phía trên thân và cánh màu nâu đỏ son.